# Bank genów szparaga w Poznaniu
Bank genów szparaga – kolekcja genotypów szparaga lekarskiego (Asparagus officinalis L.) należąca do Katedry Warzywnictwa Uniwersytetu Przyrodniczego w Poznaniu, zlokalizowana przy siedzibie tej jednostki, wokół dawnego dworu na Marcelinie (ul. Zgorzelecka).

## Charakterystyka

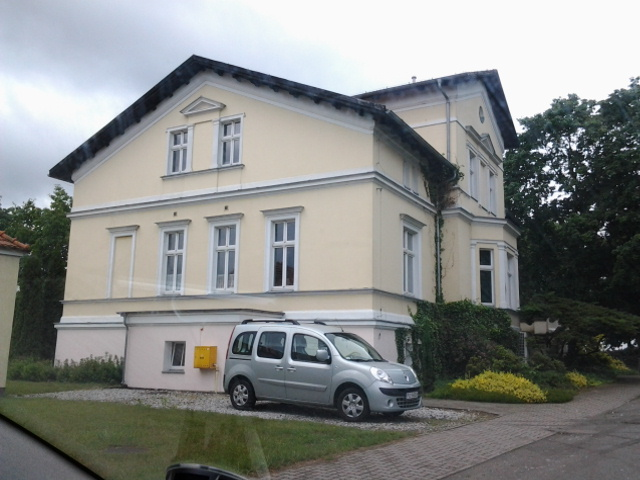
Siedziba Katedry Warzywnictwa (dwór). Pola doświadczalne zlokalizowane są wokół

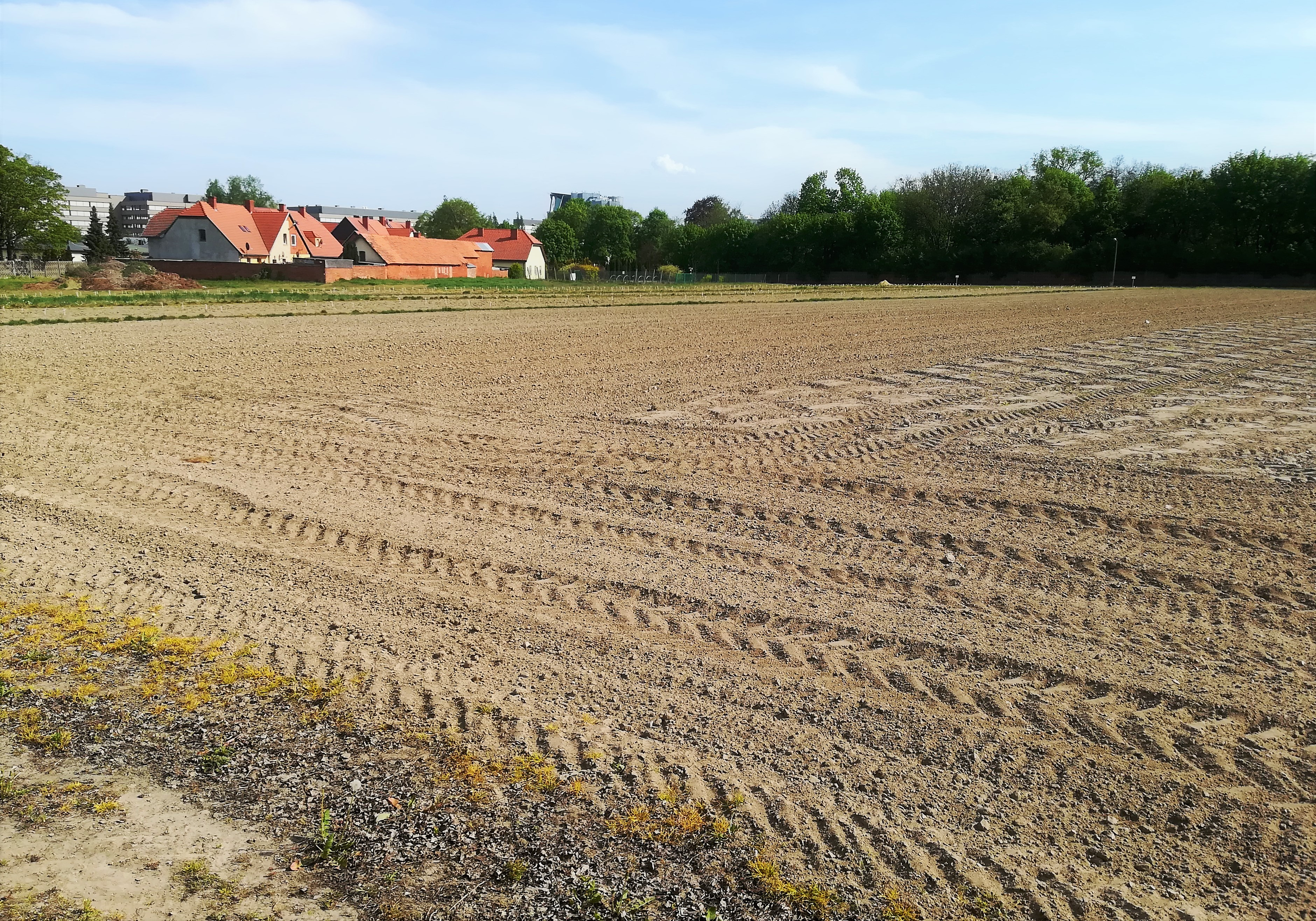
Pola doświadczalne na Marcelinie

Kolekcja liczy ponad 300 genotypów szparaga, reprezentujących 104 odmiany uprawne, pochodzące z trzynastu krajów świata (najwięcej z Niemiec, USA, Holandii i Francji). Najważniejszym celem utrzymywania kolekcji jest zachowanie materiału genetycznego, będącego źródłem cech przydatnych w procesie hodowania nowych odmian, a także podczas prowadzenie badań naukowych z wielu dziedzin. Bankiem kieruje dr Tomasz Spiżewski.
Najstarsze odmiany w banku zostały wyhodowane w początkach XX wieku (np. 'Ruhm von Braunschweig'). Odmiana 'Mary Washington' pochodzi z USA, gdzie wyhodowano ją w 1916. W kolekcji dominują osobniki diploidalne.

## Historia
Początki kolekcji sięgają roku 1974. Prowadzono wówczas w Rolniczym Zakładzie Doświadczalnym w Baranowie pierwsze polskie doświadczenia odmianowe (inicjatorem tych działań był prof. Mikołaj Knaflewski). Posadzono w tym czasie pierwsze sześć odmian i trzy linie hodowlane. Materiał ten otrzymano od prof. Howarda Ellisona z Uniwersytetu Rutgersa (USA). W 1975 założono kolejne doświadczenia w oparciu o pięć nowych odmian. Po zakończeniu tych doświadczeń wykopano odmiany i przeniesiono je na Marcelin, co stało się zalążkiem banku genów. Od 1982 do 2009 założono na Marcelinie łącznie dziesięć doświadczeń, w tym w ramach projektów międzynarodowych. W 1986 i 1993 zorganizowano trzy ekspedycje naukowe w rejon Leszna, Kościana i Nowego Tomyśla, celem pozyskania starych, zanikających odmian (zwłaszcza nieuprawianej już w Europie odmiany Mary Washington). Od 1993 trwa bliska współpraca banku z Pracownią Zasobów Genowych Roślin Warzywnych Instytutu Ogrodnictwa w Skierniewicach. W 1999 sprzedano 2,5 hektara powierzchni plantacji pod Centrum Handlowe King Cross Marcelin, przeznaczając środki na rozwój Wydziału Ogrodniczego UPP (konieczne było wówczas przesadzenie części odmian). W 2001 nowa ul. Łubieńskiej przecięła pola uprawne i wymusiła reorganizację części obiektów. 

## Badania
W oparciu o zbiory kolekcji wykonano sześć grantów, sześć prac doktorskich, kilkanaście prac inżynierskich i ponad 50 magisterskich, również przez studentów zagranicznych. Jedna z prac uzyskała nagrodę Polskiego Towarzystwa Nauk Ogrodniczych. Bank wizytowali naukowcy i studenci z Japonii, Chin, Egiptu, Włoch, Holandii, Grecji, Niemiec i Finlandii.